# Elon (Caroline du Nord)
Elon est une ville américaine située dans le comté d'Alamance dans l'État de Caroline du Nord. En 2010, sa population était de 9 419 habitants.

## Démographie
| 1900 | 1910 | 1920 | 1930 | 1940 | 1950  |
| ---- | ---- | ---- | ---- | ---- | ----- |
| 638  | 200  | 425  | 373  | 494  | 1 109 |

| 1960  | 1970  | 1980  | 1990  | 2000  | 2010  |
| ----- | ----- | ----- | ----- | ----- | ----- |
| 1 284 | 2 150 | 2 873 | 4 394 | 6 738 | 9 419 |

## Culture

### Éducation
La ville dispose de sa propre université, l'Université Elon.

### Sport
La ville dispose de nombreuses installations sportives, parmi lesquelles celles appartenant à l'équipe universitaire des Phoenix d'Elon (de l'Université Elon) situées sur le campus (comme le Rhodes Stadium pour les équipes de football américain et de soccer).

## Traduction
- (en) Cet article est partiellement ou en totalité issu de l’article de Wikipédia en anglais intitulé « Elon, North Carolina » (voir la liste des auteurs).